# Emma Oosterwegel
Emma Oosterwegel, née le 29 juin 1998 à Deventer (Pays-Bas), est une athlète néerlandaise spécialiste des épreuves combinées. Elle est médaillée de bronze olympique sur l'heptathlon à Tokyo en 2021.

## Carrière
Elle est 7e de l'heptathlon aux championnats du monde d'athlétisme 2019 et 4e des Championnats d'Europe juniors la même année.
Aux Jeux olympiques d'été de 2020, elle termine 3e de l'heptathlon avec 6 590 points — nouveau record personnel —, derrière la Belge Nafissatou Thiam (6 791 points) et sa compatriote Anouk Vetter (6 689 points).

## Palmarès
| Date | Compétition                   | Lieu     | Résultat | Épreuve    | Points    |
| ---- | ----------------------------- | -------- | -------- | ---------- | --------- |
| 2019 | Championnats d'Europe juniors | Gävle    | 4e       | Heptathlon | 6 072 pts |
| 2019 | Championnats du monde         | Doha     | 7e       | Heptathlon | 6 250 pts |
| 2021 | Jeux olympiques               | Tokyo    | 3e       | Heptathlon | 6 590 pts |
| 2022 | Championnats du monde         | Eugene   | 7e       | Heptathlon | 6 440 pts |
| 2023 | Championnats du monde         | Budapest | 5e       | Heptathlon | 6 464 pts |
| 2024 | Jeux olympiques               | Paris    | 7e       | Heptathlon | 6 386 pts |

## Records
| Épreuve           | Performance  | Lieu        | Date              |
| ----------------- | ------------ | ----------- | ----------------- |
| 100 mètres haies  | 13 s 36      | Tokyo       | 4 août 2021       |
| Saut en hauteur   | 1,80 m       | Tokyo       | 4 août 2021       |
| Lancer du poids   | 14,54 m      | Saint-Denis | 8 août 2024       |
| 200 mètres        | 24 s 25      | Tokyo       | 4 août 2021       |
| Saut en longueur  | 6,40 m       | Leyde       | 12 juin 2021      |
| Lancer du javelot | 56,66 m      | Talence     | 24 septembre 2023 |
| 800 mètres        | 2 min 8 s 67 | Saint-Denis | 9 août 2024       |
| Heptathlon        | 6 590 pts    | Tokyo       | 5 août 2021       |

| Épreuve          | Performance   | Lieu      | Date             |
| ---------------- | ------------- | --------- | ---------------- |
| 60 mètres haies  | 8 s 67        | Apeldoorn | 1er février 2020 |
| Saut en hauteur  | 1,80 m        | Apeldoorn | 9 février 2020   |
| Lancer du poids  | 14,45 m       | Apeldoorn | 21 février 2021  |
| Saut en longueur | 6,07 m        | Apeldoorn | 26 janvier 2019  |
| 800 mètres       | 2 min 18 s 53 | Apeldoorn | 9 février 2020   |
| Pentathlon       | 4 306 pts     | Apeldoorn | 9 février 2020   |